# Rex Terry
Rex A. Terry (* 21. Februar 1888 in Sturgis, Dakota-Territorium; † 13. Juli 1964 in Pierre, South Dakota) war ein US-amerikanischer Politiker. Zwischen 1949 und 1955 war er Vizegouverneur des Bundesstaates South Dakota.

## Werdegang
Rex Terry besuchte die öffentlichen Schulen seiner Heimat und danach eine Handelsschule. Später arbeitete er in Pierre, der Hauptstadt South Dakotas, im Handel sowie im Bankgewerbe. Er war Präsident des Fort Pierre Commercial Club und Manager der Fort Pierre National Bank. Außerdem war er Mitglied der Freimaurer. Politisch schloss er sich der Republikanischen Partei an. Zwischen 1941 und 1948 saß er im Senat von South Dakota.
1948 wurde Terry an der Seite von George Theodore Mickelson zum Vizegouverneur von South Dakota gewählt. Dieses Amt bekleidete er nach einer Wiederwahl zwischen 1949 und 1955. Dabei war er Stellvertreter des Gouverneurs und Vorsitzender des Staatssenats. Seit 1951 diente er unter dem neuen Gouverneur Sigurd Anderson. Im Jahr 1954 kandidierte er erfolglos in den Gouverneursvorwahlen seiner Partei. Nach seiner Zeit als Vizegouverneur ist Terry politisch nicht mehr in Erscheinung getreten. Er starb am 13. Juli 1964 in Pierre.